# Liam Dower Nilsson
Liam Dower Nilsson, född 14 april 2003 i Göteborg, är en svensk professionell ishockeyspelare (center (ishockey) som spelar för Björklöven.
Dower Nilsson gjorde sin proffsdebut för Frölunda HC under säsongen 2020/2021. Han gjorde fem SHL-framträdanden under säsongen och fick ett matchstraff för hög klubba i sin SHL-debut.
Dower Nilsson draftades i den femte omgången, som 134:e spelare totalt, av Detroit Red Wings i NHL Entry Draft 2021.
Under U18-VM 2021 var Dower Nilsson kapten för Sverige. Han noterades för ett mål och tre assist på sju matcher och hjälpte Sverige till en bronsmedalj i mästerskapet.
Efter att ha spelat 18 matcher för Frölunda i SHL under säsongen 2022/2023 lånades han ut till allsvenska Västerås IK för att få mer speltid. Med ett år kvar på kontraktet med Frölunda valde Dower Nilsson den 19 april 2023 att bryta kontraktet. Dagen efter meddelades att han skrivit ett tvåårskontrakt med IF Björklöven.
Liams bror Noah, även han ishockeyspelare och valdes i den tredje omgången, 73:e totalt, av Detroit Red Wings i NHL Entry Draft 2023.